# Бейцке, Генрих Людвиг
Генрих Людвиг Бейцке (нем. Heinrich Ludwig Beitzke; 15 февраля 1798, Муттрин (ныне Бялогардский повят, Западно-Поморское воеводство, Польши) — 10 мая 1867, Берлин) — немецкий историк и военный писатель.

## Биография
Сын пастора. В раннем детстве остался сиротой. С 1813 году служил секретарём суда. Небольшое наследство позволило ему весной 1815 года, записаться добровольцем (волонтёром) в прусскую армию. Участник кампании 1815 г. против Франции.
В сентябре 1815 года стал курсантом померанского полка. После заключения мирного соглашения, остался в армии.
Позже служил офицером в прусской армии. Учился в военных школах в Кобленце и Майнце, а с 1817 г. служил в Генеральной военной академии в Берлине, в 1823—1826 г. — в топографической службе Генерального штаба, с 1828 по 1836 г. был учителем географии при дивизионной школе в Старгарде в Померании. В 1831 году получил чин обер-лейтенанта, в 1839 г. — гауптмана.
По расстроеному здоровью в 1845 г. в чине майора вышел в отставку, переехал в Кошалин и посвятил себя литературной деятельности.
С 1858 г. он постоянно избирался в прусскую палату депутатов, где примыкал к прогрессистской партии.
Бейцке был доктором философии Йенского университета.

## Творчество
Наиболее важные работы Бейцке — «История немецких освободительных войн в 1813—1814 годы» («Geschichte des deutschen Freiheits-Krieges in den Jahren 1813—1814» (в 3 томах, Берлин, 1855), обратившая на себя общее внимание своими солидными научными достоинствами, либеральным образом мыслей и патриотическим чувством.
Он написал также:
- «Историю русской войны 1812 года» («Geschichte des russ. Krieges im Jahre 1812», Берлин, 2 изд., 1862),
- «История 1815 года» («Geschichte des Jahres 1815», 2 т., Берлин, 1865)
- «Прусская армия до и после реорганизации, её численность и состав в войне 1866 года» («Das preuss. Heer vor und nach der Organisation», Берлин, 1867).

Награждён Великим герцогом Веймара орденом Белого Сокола.
Умер в Берлине 10 мая 1867 г.